# بیانکا بوستامانته
بیانکا بوستامانته (به انگلیسی: Bianca Bustamante) (زاده ۱۹ ژانویه ۲۰۰۵) یک راننده اتومبیلرانی اهل فیلیپین است که در حال حاضر برای تیم ای‌ار‌تی گرند پری در آکادمی فرمول یک رقابت می کند.  او بخشی از برنامه توسعه رانندگان مک لارن است.

## حرفه کاری

### مسابقات سری زنان

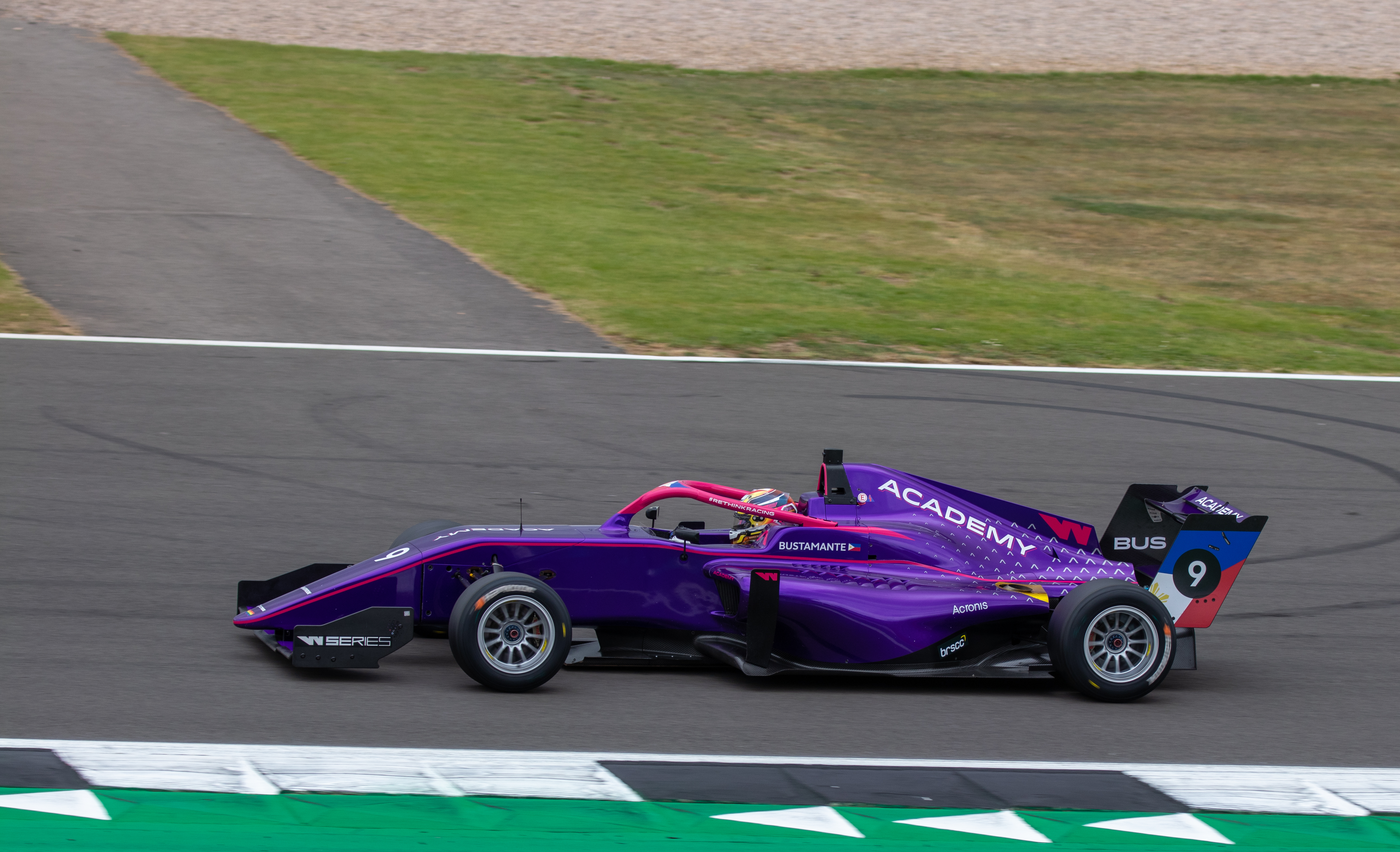
بوستامانته در مسابقه سیلورستون

از تاریخ ۳۱ ژانویه تا ۴ فوریه ۲۰۲۲، بیانکا در آزمون مسابقات سری زنان در آریزونا، ایالات متحده به همراه ۱۴ راننده دیگر شرکت کرد.

او در دومین تست پیش فصل در بارسلونا در ۲ تا ۴ مارس همراه با ۱۱ راننده دیگر شرکت کرد.  در ۲۲ مارس، بوستامانته برای شرکت در فصل ۲۰۲۲ سری زنان تایید شد. 
او فصل را در رده پانزدهم با کسب ۲ امتیاز در ۷ مسابقه به پایان رساند.